# Saline (Traunstein)

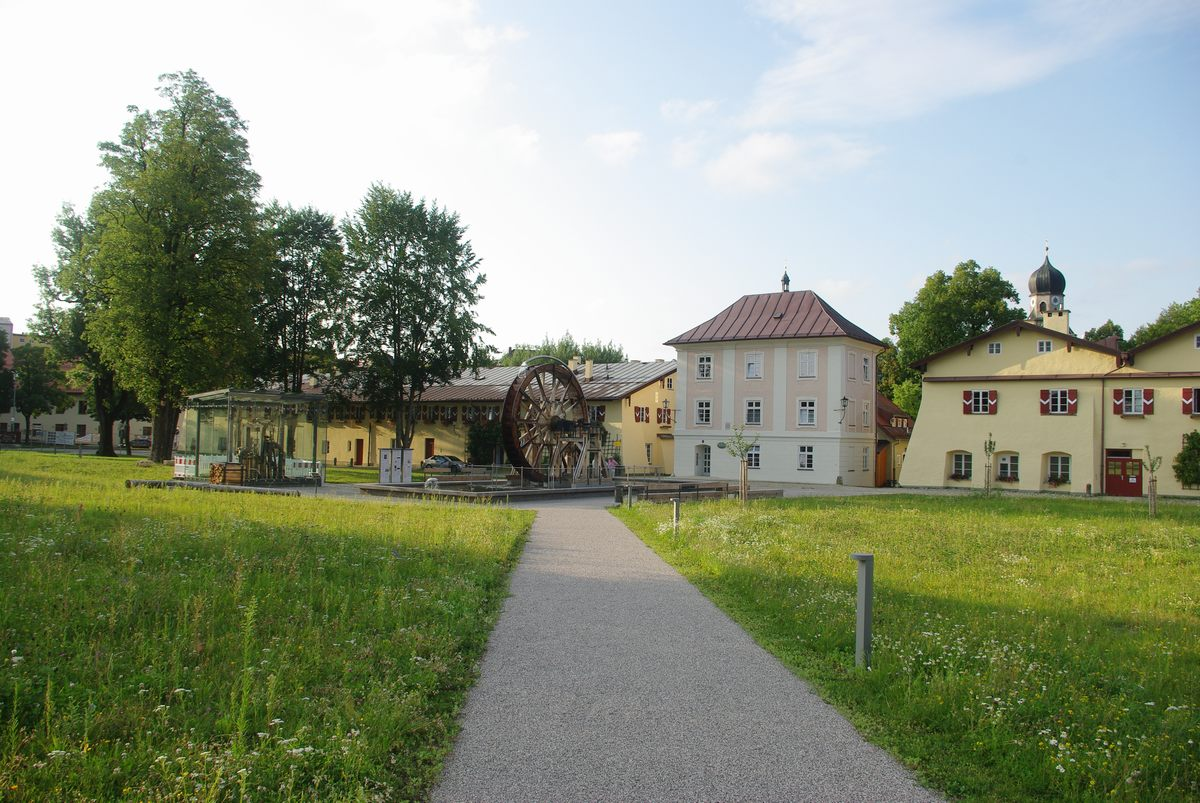
Salinenpark in Traunstein

Die Saline Traunstein ist eine denkmalgeschützte ehemalige Saline in Traunstein in der von 1619 bis 1912 Sole aus Bad Reichenhall und ab 1817 auch vom Salzbergwerk Berchtesgaden zu Siedesalz verarbeitet wurde.

## Lage
Mit der Errichtung der Saline in der ersten Hälfte des 17. Jahrhunderts entstand vor den Toren Traunsteins auch die Hofmark Au, die seit der Übernahme der Liegenschaften durch die Stadt Traunstein am 1. Januar 1914 ein innerstädtischer Ortsteil ist. Die Bauten befanden sich im Bereich der heutigen Straßenzüge Karl-Theodor-Platz, Salinenstraße und Triftweg. Am Triftfeld befanden sich die Triftanlagen und Holzlagerplätze.

## Geschichte

### Vorgeschichte

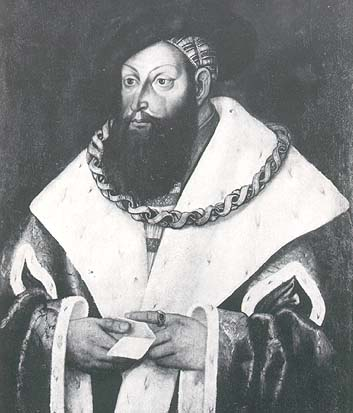
Herzog Georg der Reiche

Georg der Reiche, Herzog von Bayern-Landshut kaufte zwischen 1494 und 1501 die meisten Sudhäuser im heutigen Bad Reichenhall auf und legte damit den Grundstein für eine Verstaatlichung und Monopolisierung der Salzherstellung in Bayern. Sein Werk setzte sein Nachfolger Albrecht IV. fort. Als 1613 bei Ausbesserungsarbeiten am Brunnenschacht der Saline eine neue, ergiebige Solequelle entdeckt wurde, wollte man diese nicht ungenutzt lassen. Einziger Brennstoff zum Sieden der Sole war Holz. Dieses wurde größtenteils aus den heutigen Saalforsten bezogen, mit den Wassern der Saalach und über die Triftanlagen in die Stadt transportiert. Die Saline arbeitete damals schon an der Kapazitätsgrenze und für eine Ausweitung der Produktion hätte man noch mehr Holz nach Reichenhall schaffen müssen. Diese Idee wurde jedoch schnell verworfen, da neben den hohen Kosten auch die ungewisse politische Lage – die Saalforste und auch weite Teile des Transportweges des Holzes über die Saalach lagen auf salzburgischem Gebiet – ein hohes Risiko darstellten. Herzog Maximilian I. folgte dem Vorschlag des Hofkammerrates Oswald Schuß, eine Filialsaline zu errichten. Der Herzog entschied sich jedoch für Traunstein anstatt für Siegsdorf als Standort. Traunstein konnte durch reiche Wälder am Oberlauf von Roter und Weißer Traun mit Brennholz versorgt werden. Diese Wälder befanden sich in herzoglich-bayerischem Besitz und auch der Weg, den das Holz auf den Wassern der Traun nahm, lag ausschließlich auf bayerischem Gebiet.

### Bau von Soleleitung und Saline
Den Auftrag zur Errichtung der Saline und auch der Soleleitung erhielt der Hofbaumeister Hanns Reiffenstuel. Gemeinsam mit seinem Sohn Simon Reiffenstuel erbaute er zwischen 1617 und 1619 die Soleleitung, die Saline Traunstein mit vier Sudhäusern, vier Harthäusern, Werkstätten und Magazinen. Gleichzeitig wurden Wohnhäuser für die Salinenarbeiter und Triftanlagen erbaut. Auch die Triftbarmachung der Traun und die Errichtung von mehreren Klausen fiel in Reiffenstuels Aufgabenbereich.

### Betrieb
In der zweiten Hälfte des Jahres 1619 ging die Saline in Traunstein in vier getrennten Sudhäusern in Betrieb. Die Quellen sprechen vom Oswaldtag, dem 5. August, oder auch vom Dezember 1619. In den Jahren 1621 und 1622 wurde der Alberti-Ferdinandi-Stock als weiteres Werk- und Wohngebäude errichtet. 1625 betrug die Jahresproduktion der Saline 4400 Tonnen Salz. Um 1630 wurde mit dem Marienstock noch ein Wohngebäude für die Salinenarbeiter erbaut. Mit dem Bau der Salinenkapelle wurde 1631 begonnen.

### Modernisierung

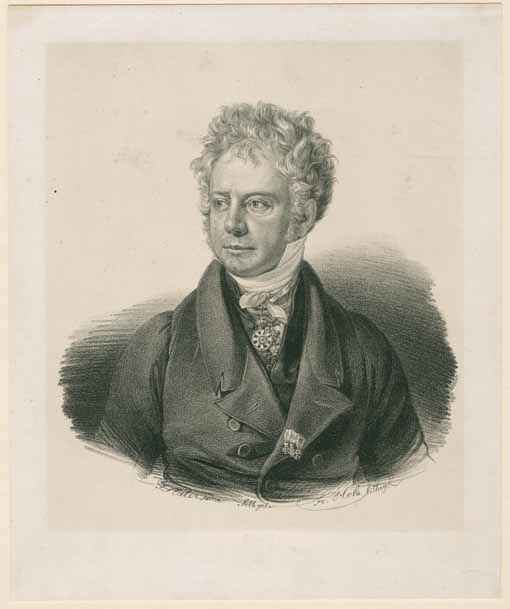
Georg Friedrich von Reichenbach

Gegen Ende des 18. Jahrhunderts wurde Johann Sebastian von Clais von Kurfürst Karl Theodor mit der Modernisierung der Salinen in Reichenhall und Traunstein sowie der Soleleitung beauftragt. Nachdem Clais in Reichenhall neue Sudhäuser erbaut und die technische Ausstattung modernisiert hatte, widmete er sich der Soleleitung. Zuletzt setzte er in Traunstein die gleichen Maßnahmen wie ein Reichenhall um. Zuerst ließ er das Karl-Theodor-Sudhaus mit seinem kreuzförmigen Grundriss erbauen. Im Zentrum der Anlage wurde der Siedevorgang in den vier angeschlossenen Sudhäusern überwacht und gesteuert. Durch weitere technische Verbesserungen wie einen zweistufigen Siedevorgang, eine bessere Nutzung der Abwärme sowie eine Standardisierung der Einzelteile der Sudpfannen konnte Clais etwa ein Drittel der Kosten sparen und die jährliche Produktion um 30.000 Zentner steigern. Zwischen 1808 und 1810 erneuerte Georg Reichenbach die Soleleitung und baute den Abzweig ab Siegsdorf bis nach Rosenheim zu einer weiteren Filialsaline. Als nach dem großen Stadtbrand von Reichenhall im Jahre 1834 das dortige Brunnhaus, alle Sudhäuser sowie fast alle Wohnhäuser der Stadt zerstört waren, mussten die Filialsalinen in Traunstein und Rosenheim die Hauptlast der bayerischen Salzproduktion tragen. Nach dem Brand lag das Hauptaugenmerk auf der Reparatur der Soleleitung und so floss zwei Tage nach dem Brand, am 11. November 1834, bereits wieder Reichenhaller Sole durch die hölzernen Deicheln. In der zweiten Hälfte des 19. Jahrhunderts wurde in Traunstein die sog. Fünferpfanne als fünftes Sudhaus errichtet, 1895 erhielt die Saline einen eigenen Eisenbahnanschluss.

### Stilllegung
Die Alte Saline in Bad Reichenhall wurde in den 1880er Jahren schrittweise auf Befeuerung durch Steinkohle umgestellt, die erhöhten Produktionskapazitäten dort wirkten sich auch auf Traunstein aus. Zudem ließ der Konkurrenzdruck durch bergmännisch gewonnenes Steinsalz sowie technische Neuerungen im Bereich der Siedetechnik die in die Jahre gekommenen Anlagen immer weniger rentabel werden. 1910 beschloss der Bayerische Landtag, die Salzproduktion der Traunsteiner Saline einzustellen, was im Sommer 1912 umgesetzt wurde. Der letzte Sud in Traunstein begann am 29. Juni 1912, der wenige Tage später fertig verarbeitet war.

### Erwerb durch die Stadt Traunstein
Nach langen und schwierigen Verhandlungen zwischen Vertretern der königlichen Generaldirektion der Berg-, Hütten- und Salzwerke und der Stadt Traunstein über den Verkauf der Liegenschaften an die Stadt gab es im Dezember 1913 eine Einigung. Diese sah vor, dass die Stadt Traunstein sämtliche Liegenschaften – mit Ausnahme der Salinenkapelle und des Rupertistadels – zu einem Kaufpreis von 65.000 Mark übernahm. Zusätzlich musste die Stadt ihren Verwaltungsbezirk vergrößern und den bis dahin selbständigen Salinenbezirk Au eingemeinden, um kommunale Aufgaben wie beispielsweise den Straßenbau und die Instandhaltung der Infrastruktur sicherzustellen. Zudem musste sich die Stadt verpflichten, die bestehenden Mietverhältnisse der Arbeiterwohnungen im Alberti-Ferdinandi- und Wilhelmi-Maximiliani-Stock zu übernehmen und „die Arbeiter, die auch nach der Schließung des Betriebs immer noch vor Ort waren und in Diensten der staatlichen Salinenverwaltung standen oder schon in Pension gegangen waren, zusammen mit ihren Familien in den Räumen, die die Wohnungspolizei nicht beanstandete“ nicht auszuquartieren. Anfangs hatten die Stadtväter noch auf einen deutlich geringeren Kaufpreis in Höhe von 10.000 Mark gehofft, letztendlich einigte man sich jedoch auf 65.000 Mark, die „in zwanzig gleichen Jahresraten zu 3.250 m (dreitausendzweihundertfünfzig Mark) zu bezahlen“ waren. Der Vertrag wurde vom Bürgermeister der Stadt Traunstein, Georg Vonficht und dem Finanzminister Georg von Breunig unterzeichnet und liegt in Archiven in Traunstein und München. Der Eigentumsübergang erfolgte zum 1. Januar 1914.

### Folgenutzung
Die Salinengebäude und die Freiflächen in der Au wurden nach dem Erwerb durch die Stadt unterschiedlich genutzt. Die Wohnhäuser Alberti-Ferdinandi-, Wilhelmi-Maximiliani- und Marienstock dienen bis heute zu Wohnzwecken. Im Eingemeindungsvertrag der Au, der wie auch der Kaufvertrag der Liegenschaften der Saline zum 1. Januar 1914 in Kraft trat, wurde – neben verschiedenen infrastrukturellen Maßnahmen – vereinbart, dass „die Stadtgemeinde Traunstein [...] für die industrielle Verwertung des Fünfersudhauses, des großen Karl-Theodor-Sudhauses und des großen Baustadels in Verbindung mit der Wasserkraft ehestens Sorge zu tragen“ hat. Es gab zwar keine Ansiedelung eines Großbetriebs, jedoch wurden im Erdgeschoß des ehemaligen Sudhauses Gewerbehallen eingerichtet. 1922 planten Bürgermeister Georg Vonficht und der Stadtrat, das baufällige Karl-Theodor-Sudhaus instand zu setzen und in ein Stadthaus umzubauen. Neben dem Erhalt des Gebäudes versprach man sich durch diese Maßnahme eine Unterstützung der heimischen Bauwirtschaft und damit der Sicherung von Arbeitsplätzen. Während im Erdgeschoß weiterhin Gewerbehallen angedacht waren, wollte man im ersten Obergeschoß mehrere Schulen unterbringen. Geplant waren die Knaben- und Mädchenvolksschule, die landwirtschaftliche Kreiswinterschule, eine neu zu errichtende weibliche Berufsfortbildungsschule sowie möglicherweise auch eine Alm- und Weideschule. Nachdem der Architekt Carl Jäger aus München die Renovierung und den Umbau des Karl-Theodor-Sudhauses auf 4,5 Millionen Mark geschätzt hatte, ließ man das Projekt seitens der Stadt fallen. Die viel zu hohen Kosten – an denen sich das Innenministerium mit einem geringen Zuschuss in Höhe von 15.000 Mark beteiligt hätte – veranlassten die Stadt dazu, den Abriss des Sudhauses in Auftrag zu geben. Am 23. April 1924 um 14 Uhr wurde es durch ein Sprengkommando der Reichswehr gesprengt. Ab 1926 wurde die Fläche als Festwiese genutzt, bis 1969 schließlich ein Parkplatz angelegt wurde, der bis heute existiert.
Die Salinenkapelle und das Magazin (der sog. Rupertistadel) verblieben im Staatsbesitz. Die Stadt verpflichtete sich jedoch im Kaufvertrag, die Umgebung der Kapelle von Bebauung freizuhalten sowie den Platz vor der Kapelle und die Zugänge „in einem der Würde eines Gotteshauses angemessenen Zustand zu erhalten“. Im Magazin befindet sich heute die Flussmeisterstelle Traunstein, die Stadt durfte jedoch die Solereserven im Magazin weiterhin als Behälter für Badesole nutzen. Bis in die 1930er Jahre wurde Sole aus Bad Reichenhall für den Kur- und Badebetrieb in Traunstein verwendet.

### Salinenpark
Am 12. Juli 2019, 400 Jahre nach dem Betriebsbeginn der Traunsteiner Saline, wurde der Salinenpark eingeweiht. Dieser befindet sich im Bereich der Traunsteiner Saline auf dem Platz der ehemaligen Franz-Eyrich-Halle des TV Traunstein. Zwischen Alberti-Ferdinandi- und Maximiliani-Wilhelmi-Stock auf der einen und dem Salinenstadl auf der anderen Seite finden sich im Park neben Blumenwiesen, Obstbäumen und einem Apothekergarten die Rekonstruktion einer Reiffenstuelschen Pumpe mit Wasserrad sowie eine im Original erhaltenen und noch immer funktionsfähige Reichenbachsche Wassersäulenmaschine. Dem Bau des Salinenparks vorausgegangen war eine über mehrere Jahre andauernde Diskussion über die zukünftige Nutzung des Grundstückes. Dieses befand sich bereits teilweise im Besitz der Stadt, der andere Teil war durch die historische Halle des Traunsteiner Turnvereins bebaut. Noch während des Betriebes musste die Stadt die Halle im Winter wegen Sicherheitsbedenken zeitweise schließen. Da außerdem der Bau einer neuen Dreifachturnhalle am Annette-Kolb-Gymnasium beschlossen wurde, sollte das Grundstück samt Turnhalle an einen Investor verkauft werden, der hier ein Hotel errichten wollte. Kritiker unter der Führung eines Traunsteiner Architekten lehnten einen Abriss mit Verweis auf das Alter des Gebäudes ab. Dieses war von der Stadt auf das Jahr 1920 datiert worden, genau bekannt war dies aber nicht. Der Architekt schätzte das Gebäude wesentlich älter ein und ging davon aus, dass es bereits als Wilhelmi-Sudhaus genutzt wurde und damit zum Salinen-Ensemble gehöre. Auf das Jahr 1922 wurde seiner Meinung nach nur der Umbau zur Turnhalle, nicht der Bau an sich datiert. Er wandte sich mit dieser Vermutung an das Landesamt für Denkmalpflege, um das Gebäude unter Denkmalschutz stellen zu lassen und plädierte an die Stadt, die Halle in zukünftige Projekte zu integrieren. Ende 2017 bekam die Stadt das Angebot einer anonymen Spende über 1 Million Euro, die an die Bedingung geknüpft war, das Grundstück die nächsten 15 Jahre nicht zu bebauen. Trotz gespaltener Meinung innerhalb der Stadt setzte sich der damalige Oberbürgermeister Christian Kegel durch und nahm die Spende samt der Baubedingung an. Anfang 2018 wurde mit dem Abriss der Franz-Eyrich-Halle und dem anschließenden Anlegen des Salinenparks begonnen.

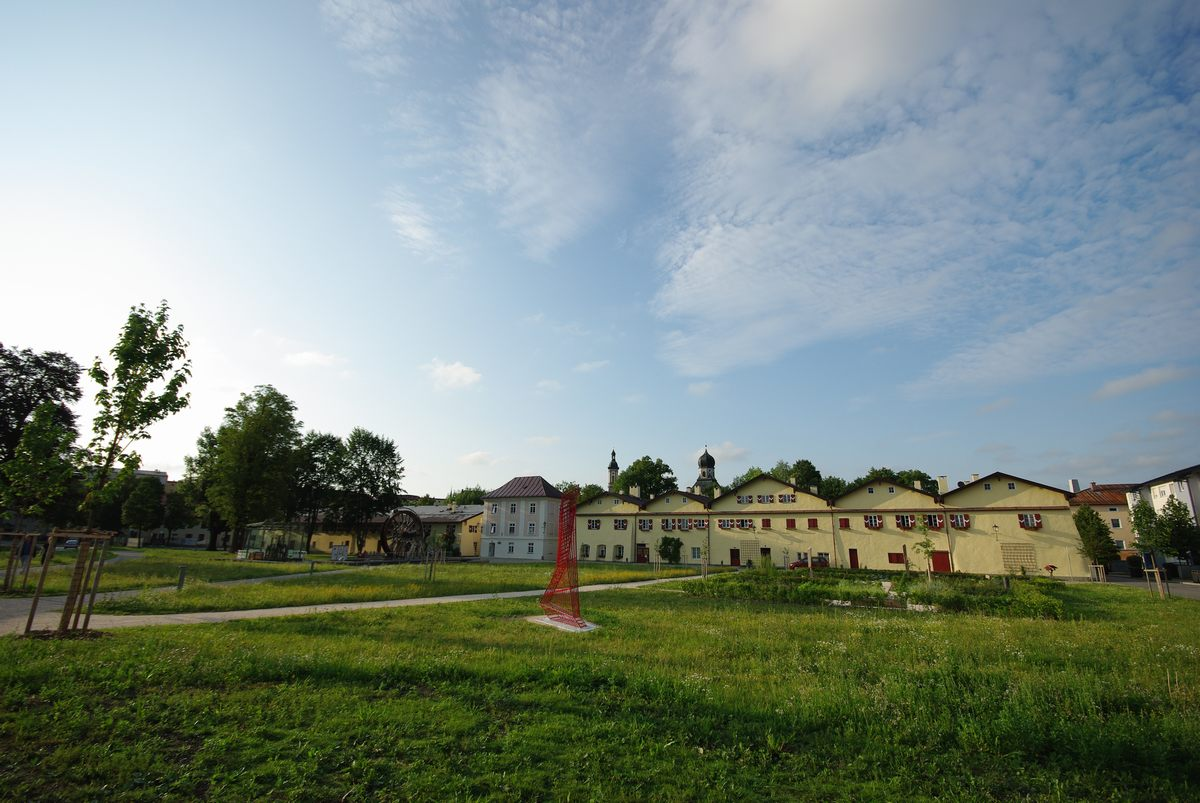
Salinenpark Traunstein
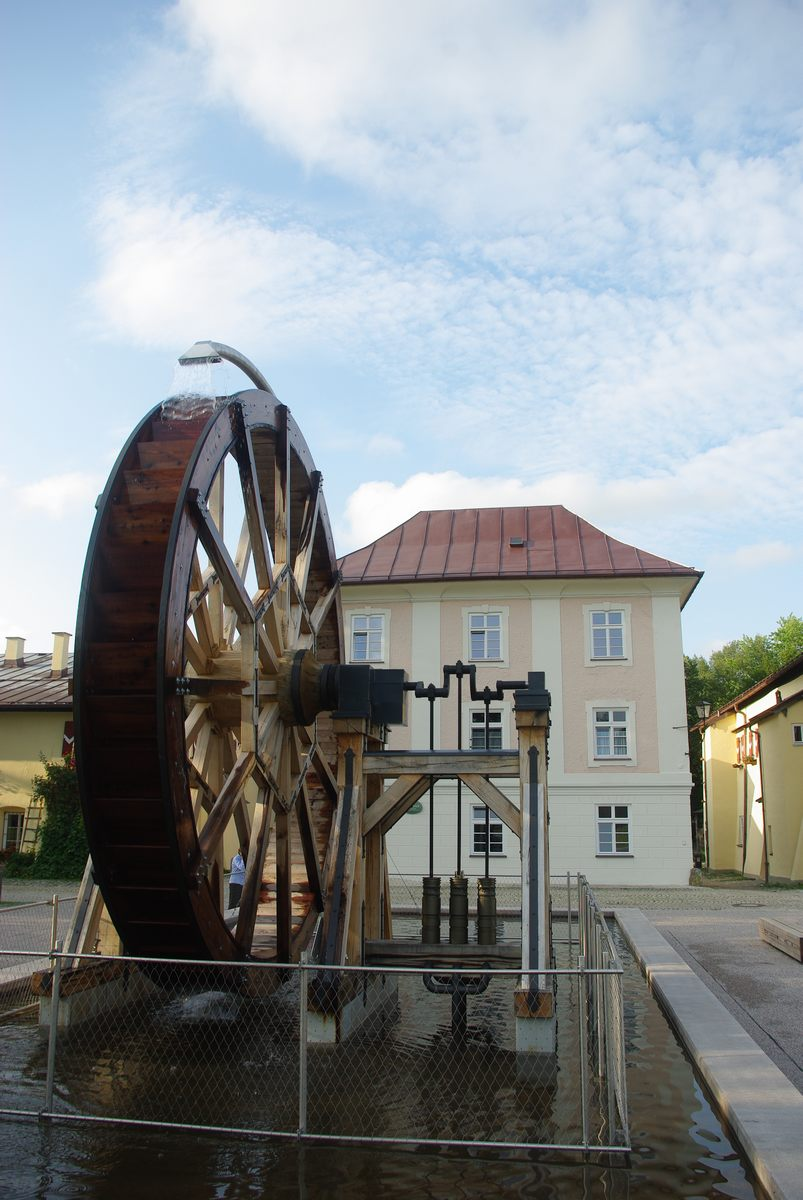
Reiffenstuelsche Kolbendruckpumpe
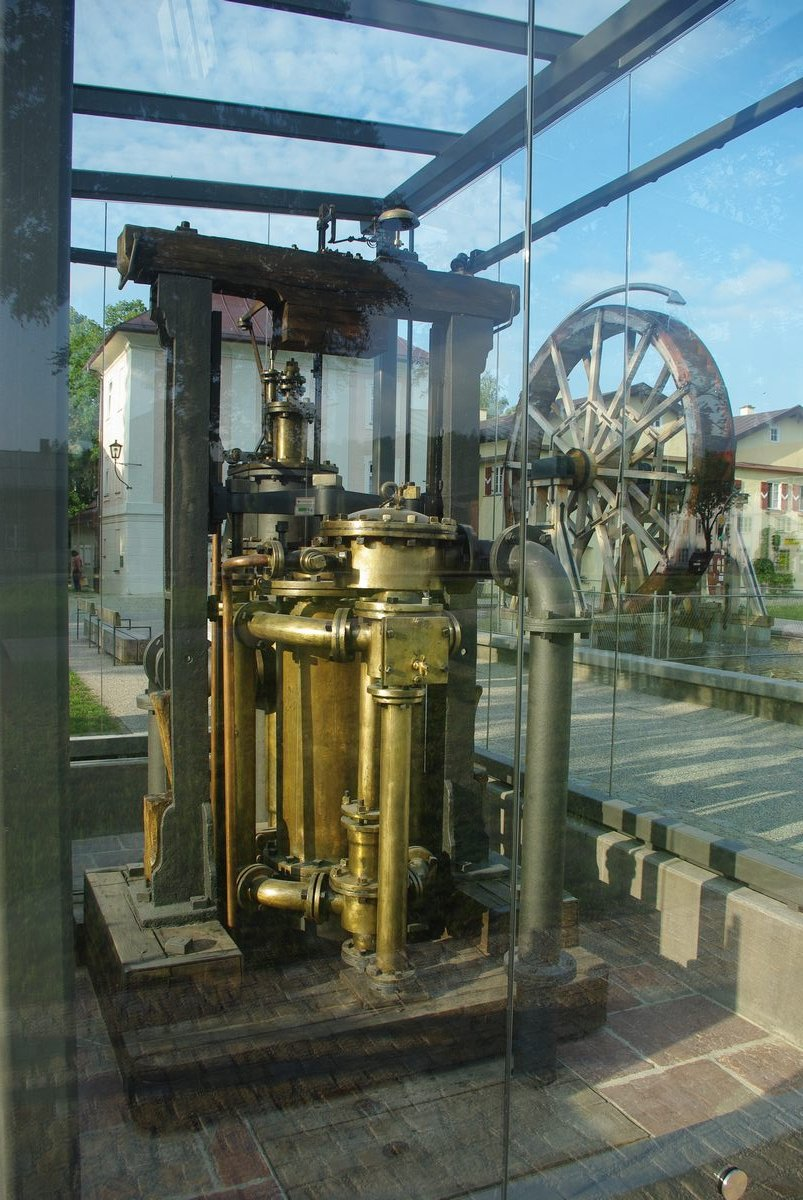
Reichenbachsche Wassersäulenmaschine

## Gebäude

### Brunnhaus
Beim Gebäude an der Kohlbrennerstraße 1 handelt es sich um einen erhaltenen Teil des ehemaligen Brunnhauses. Das dreigeschossige Gebäude mit Lisenengliederung und Walmdach wurde gegen Ende des 18. Jahrhunderts errichtet. Das Brunnhaus ist unter der Nummer D-1-89-155-42 in die Bayerische Denkmalliste eingetragen.

### Magazin
Beim Baumagazin (auch: Rupertistadl) an der Salinenstraße 10, 12 und 14 handelt es sich um einen Langbau mit holzvergitterten Öffnungen, einem turmartigen Mittelbau mit einer vorgesetzten Kapellnische und zwei Querflügeln. Das Schlackenmauerwerk mit Backsteingliederungen wurde 1864 als Lagergebäude der Saline erbaut. Nach dem Verkauf der Saline an die Stadt Traunstein blieb das Magazin im Staatsbesitz und war von da an im Zuständigkeitsbereich der Bauverwaltung. Die Solereserven im Gebäude durfte die Stadt Traunstein jedoch weiterhin als Behälter für Badesole nutzen, um den Kur- und Badebetrieb in Traunstein aufrechtzuerhalten. Dieser wurde bis in die 1930er Jahre durch Bad Reichenhaller Sole versorgt. 1928 erfolgte im Westflügel der Einbau von Wohnungen, heute ist die Flussmeisterstelle Traunstein in dem Gebäude untergebracht.
Das Magazin ist unter der Nummer D-1-89-155-41 in die Bayerische Denkmalliste eingetragen.

### Beamtenstock
Im Beamtenstock befand sich – wie auch im gleichnamigen Pendant in Bad Reichenhall – der Sitz der Salinenverwaltung. Die dreigeschossige Anlage mit Halbwalmdach am Triftweg 4 und 6 wurde im dritten Viertel des 18. Jahrhunderts errichtet und ist unter der Nummer D-1-89-155-82 in die Bayerische Denkmalliste eingetragen.

### Fünferpfanne
Die sog. Fünferpfanne war das fünfte Sudhaus der Traunsteiner Saline und wurde 1870 als Erweiterungsbau der Saline errichtet. Das Sudhaus wurde schon vor längerer Zeit in ein Wohngebäude umgebaut und diente auch als Obdachlosenunterkunft. Ab 2017 wurde die Fünferpfanne umfassend saniert, um dort 19 hochwertige Wohnungen mit einer Fläche von 32 bis 135 m² zu schaffen. Die Fünferpfanne steht nicht unter Denkmalschutz, ist aber Teil des Bauensembles Karl-Theodor-Platz.

### Salzmühlstadel
Der Salzmühlstadel war ein Rückgebäude hinter der ehemaligen Fünferpfanne und diente zur Lagerung des Salzes. Es handelt sich um einen erdgeschossigen Ziegelbau mit Tuffsteingliederungen und flachem Walmdach. Der Stadel wurde um 1870 errichtet, liegt an der Salinenstraße 23 a und b und ist unter der Nummer D-1-89-155-186 in die Bayerische Denkmalliste eingetragen.
Der Salzmühlstadel wurde lange Zeit von Handwerksbetrieben als Arbeits- und Lagerraum genutzt, mit Umbau der Fünferpfanne wird dieser zukünftig als Abstellraum für die dortigen Wohnungen genutzt.

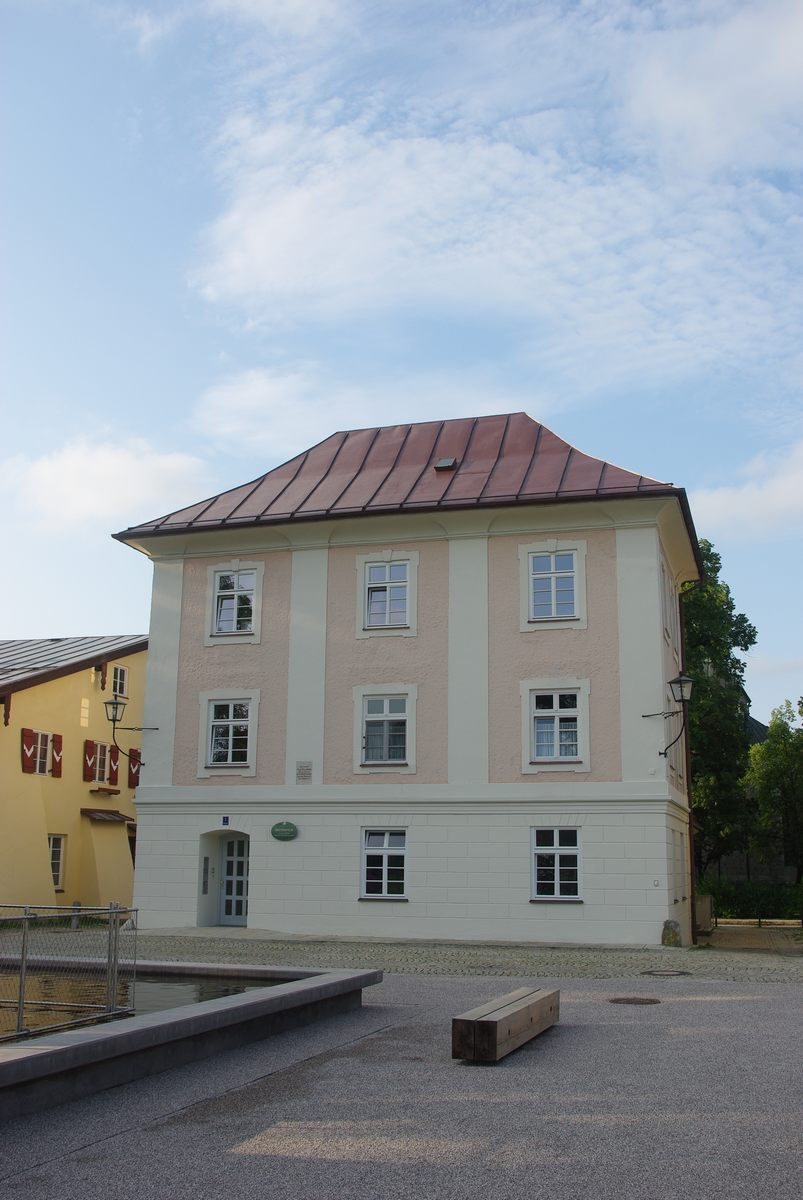
Brunnhaus
Baumagazin
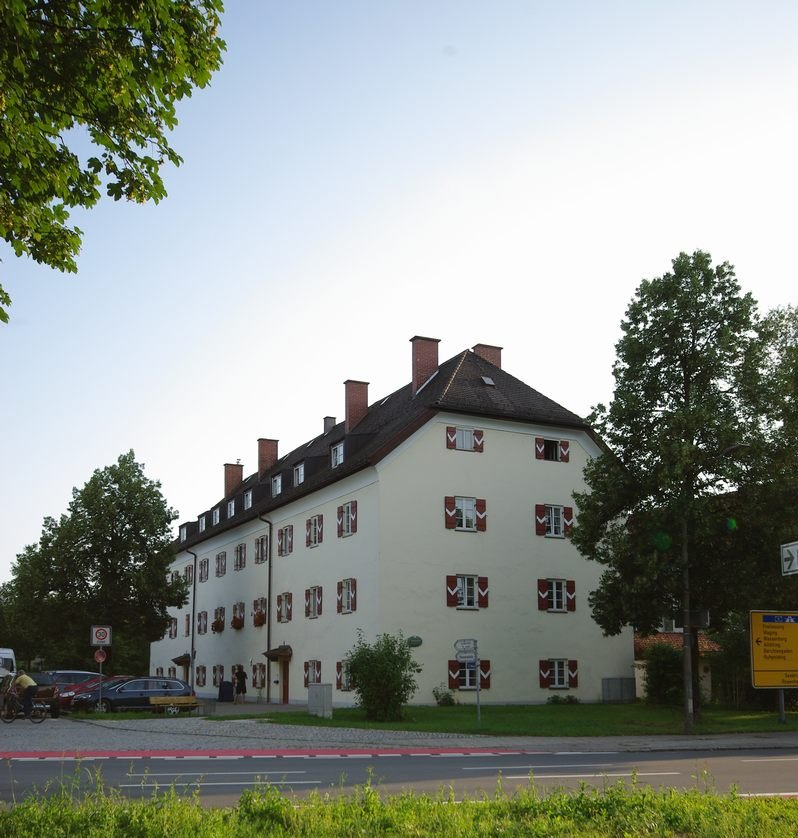
Beamtenstock
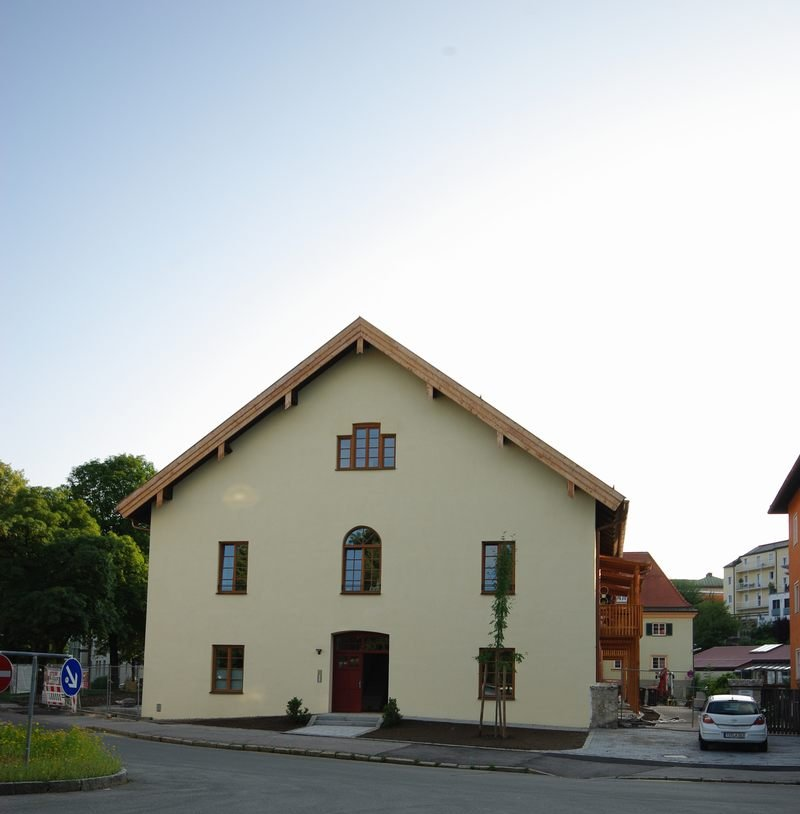
Fünferpfanne
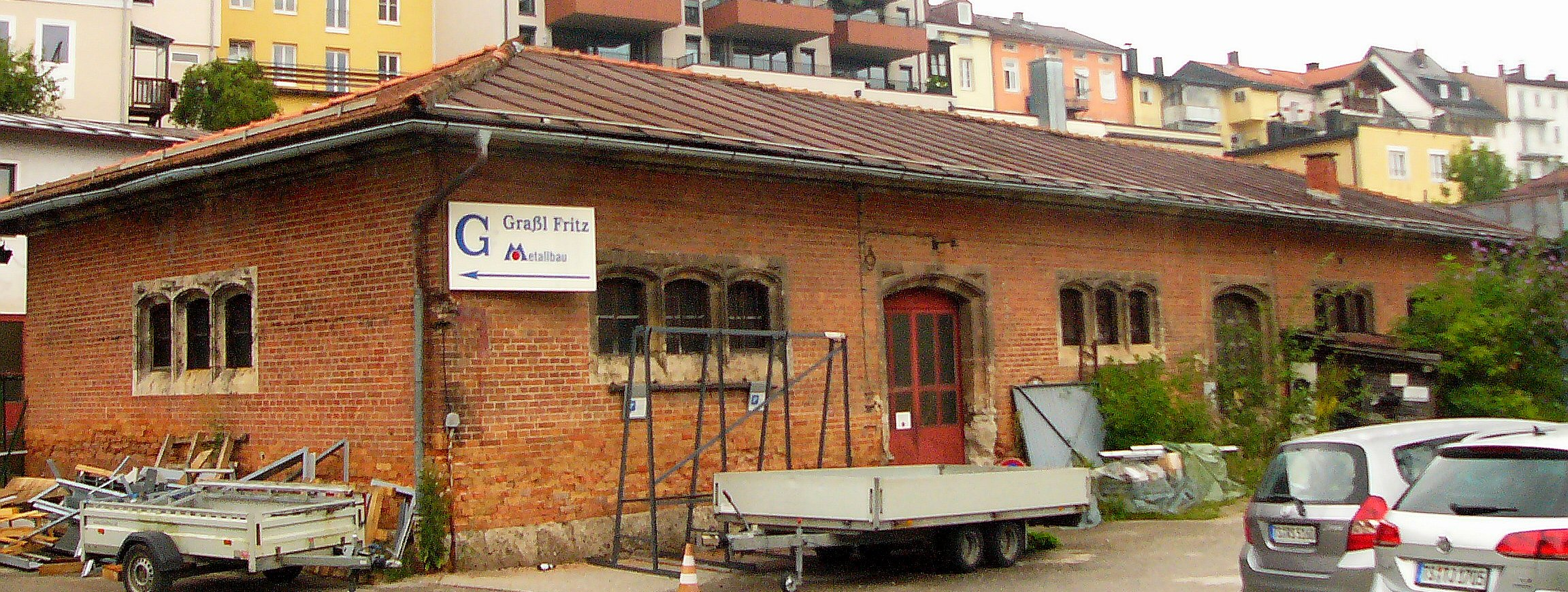
Salzmühlstadel

### Salinenkapelle

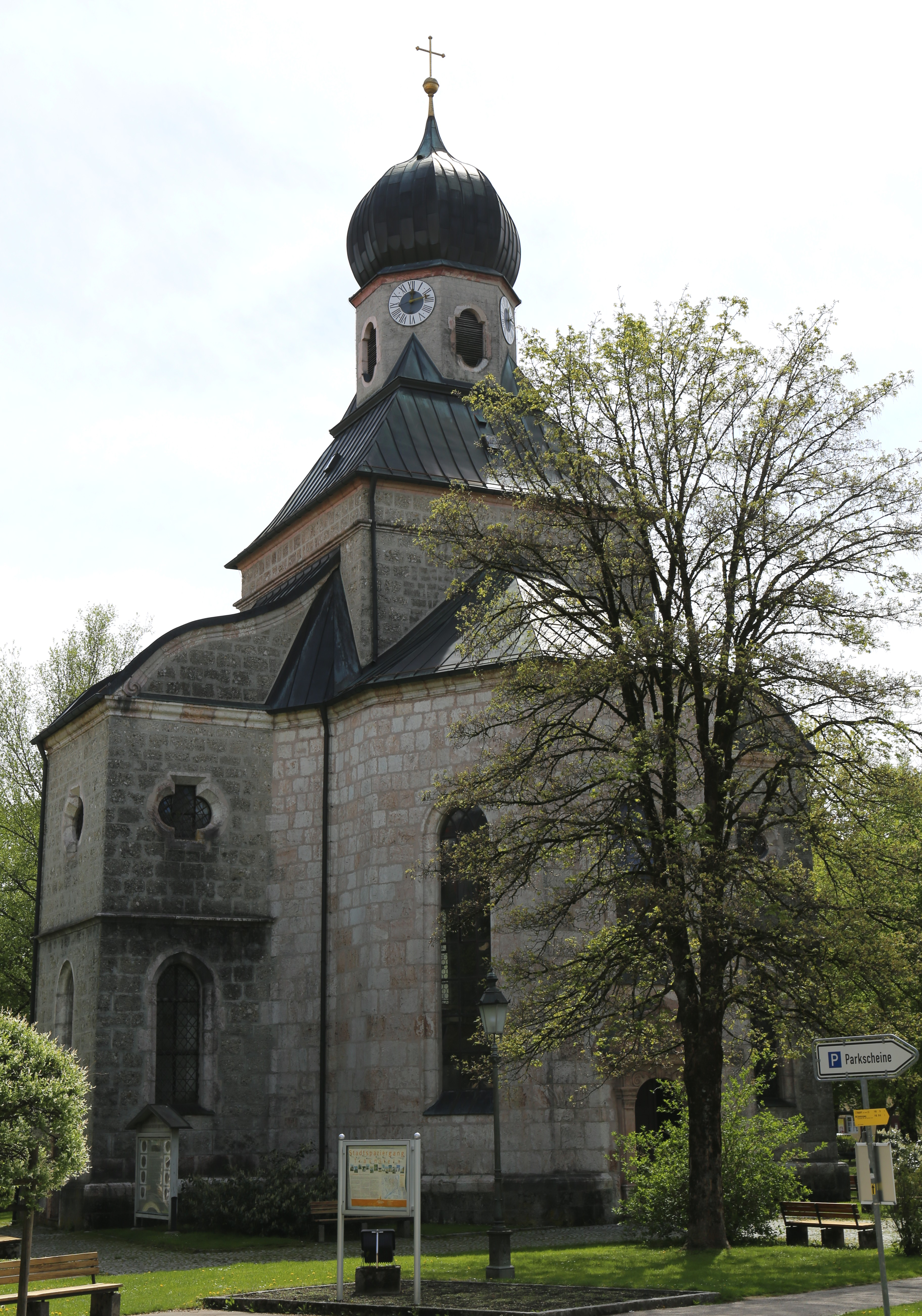
Salinenkapelle

Die Kath. Salinenkapelle St. Rupert und St. Maximilian ist ein kreuzförmiger Bau mit Turm über einem quadratischen Mittelraum. Die Kapelle wurde zwischen 1630 und 1631 durch Wolf König nach Plänen von Isaak Bader errichtet. Die Kapelle befindet sich am Karl-Theodor-Platz 1 und ist unter der Nummer D-1-89-155-22 in die Bayerische Denkmalliste eingetragen.

### Alberti-Ferdinandi-Stock
Der Alberti-Ferdinandi-Stock war ein Werks- und Wohngebäude der Saline. Es handelt sich um zwei traufseitige Gebäude mit vorstehenden Flachsatteldächern, die durch zurückliegende Trakte verbunden sind. Die Gebäude wurden zwischen 1621 und 1622 errichtet. Die heutige Adresse ist Karl-Theodor-Platz 2, 3 und 4; der Alberti-Ferdinandi-Stock ist unter der Nummer D-1-89-155-23 in die Bayerische Denkmalliste eingetragen.

### Maximiliani-Wilhelmi-Stock
Wie auch der Alberti-Ferdinandi-Stock war der Maximiliani-Wilhelmi-Stock ein Werks- und Wohngebäude. Das mittlere der drei gekoppelten, dreigeschossigen Gebäude mit vorstehenden Flachsatteldächern ist stark zurücktretend. Der Maximiliani-Wilhelmi-Stock wurde zwischen 1618 und 1619 errichtet und 1671 nach einem Brand erneuert. Die heutige Adresse ist Karl-Theodor-Platz 6, 7 und 8; der Maximiliani-Wilhelmi-Stock ist unter der Nummer D-1-89-155-24 in die Bayerische Denkmalliste eingetragen.

### Marienstock
Im Marienstock waren Wohnungen der Salinenarbeiter untergebracht. Der langgestreckte, dreigeschossige Mansarddachbau wurde um 1630 errichtet, eine gleichartige Verlängerung in Richtung Westen (Hausnummer 26 und 27) erfolgte 1926. Die heutige Adresse ist Karl-Theodor-Platz 20–27, der Marienstock ist unter der Nummer D-1-89-155-25 in die Bayerische Denkmalliste eingetragen.

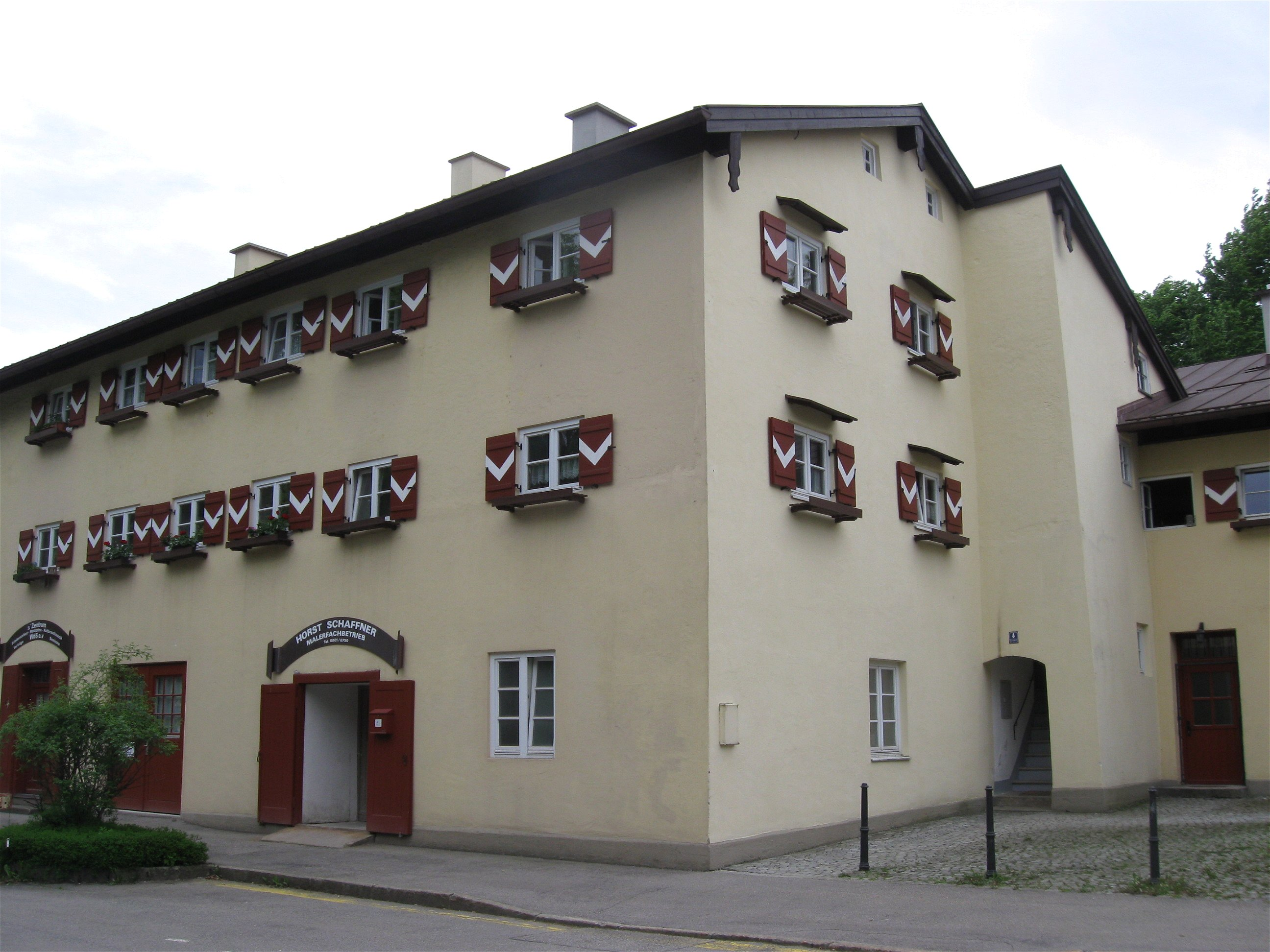
Alberti-Ferdinandi-Stock
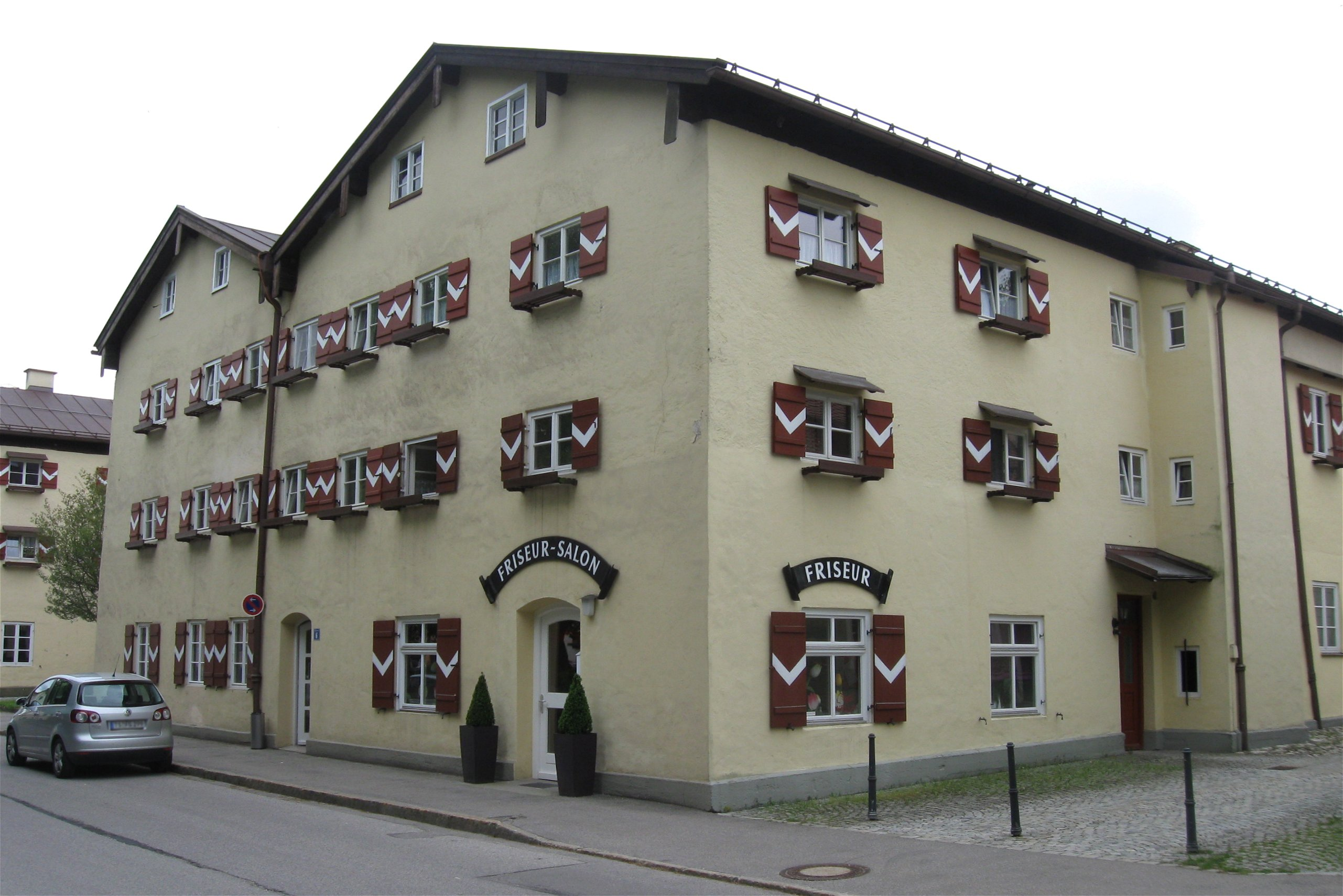
Maximiliani-Wilhelmi-Stock
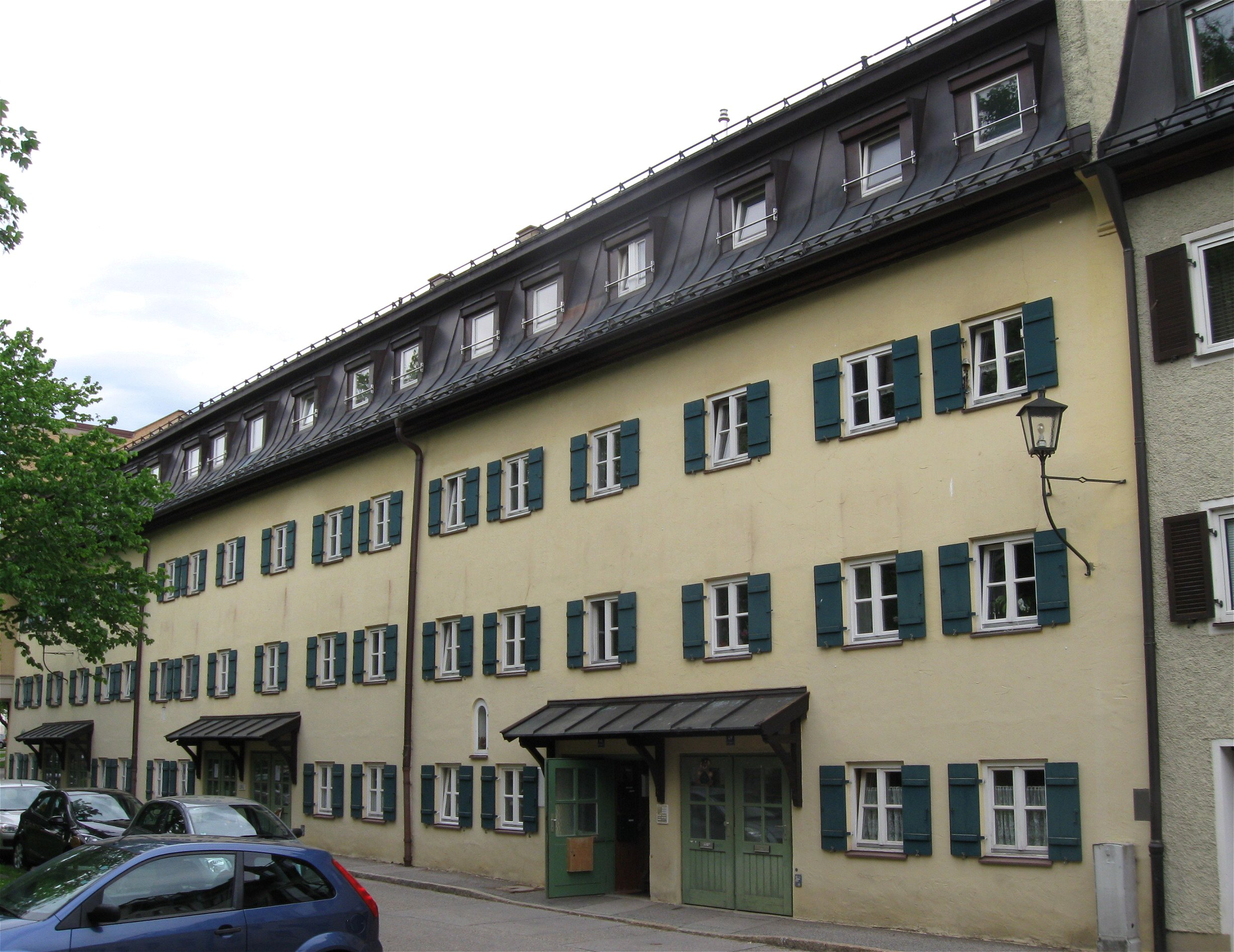
Marienstock